# Lepicolea pruinosa
Lepicolea pruinosa là một loài rêu tản trong họ Lepicoleaceae. Loài này được (Taylor) Spruce miêu tả khoa học lần đầu tiên năm 1885.